# Franziska Gerstenberg

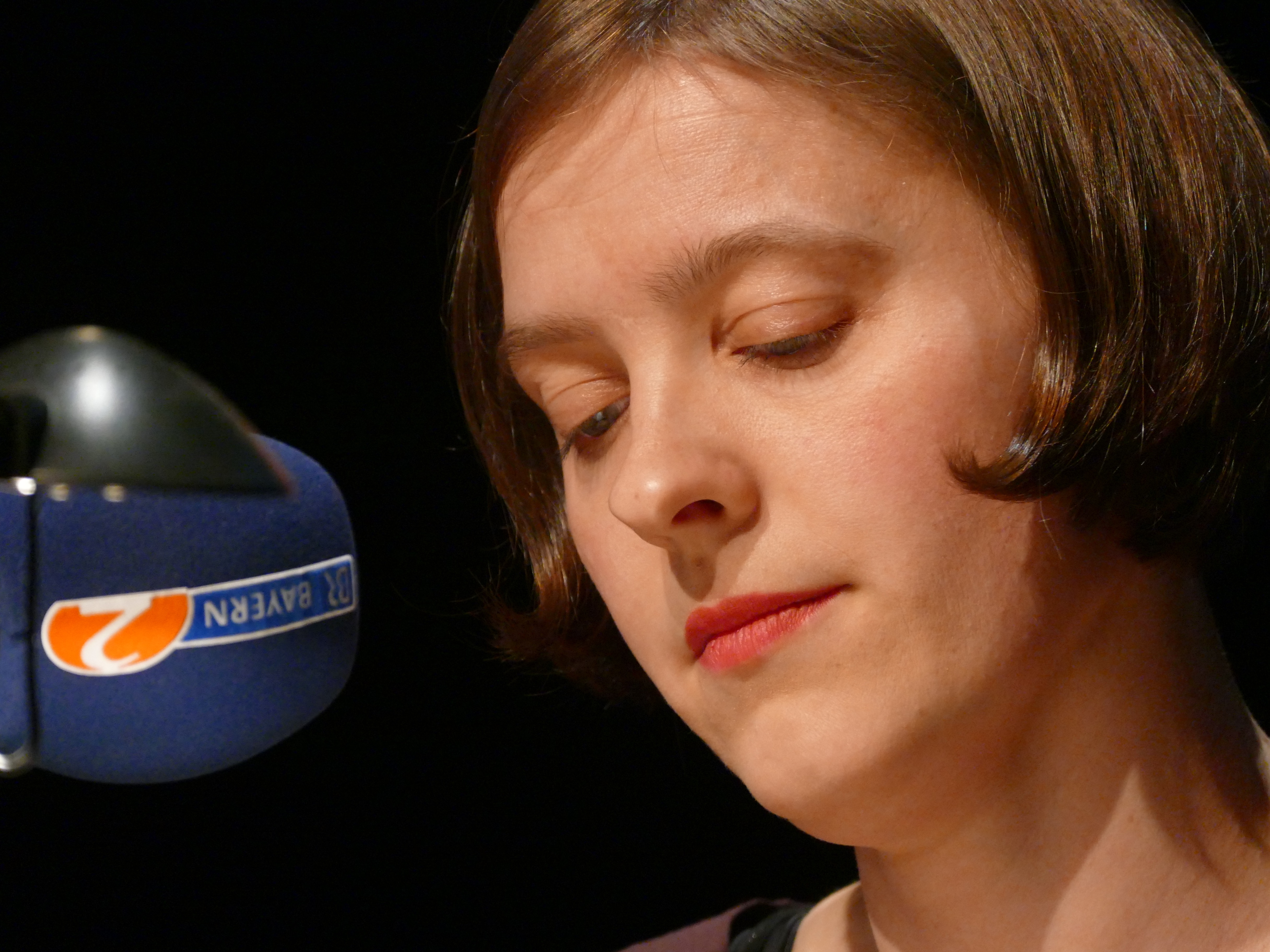
Franziska Gerstenberg liest bei den Wortspielen 2016

Franziska Gerstenberg (* 22. Januar 1979 in Dresden) ist eine deutsche Schriftstellerin.

## Leben
Franziska Gerstenbergs Vater ist der Grünen-Politiker Karl-Heinz Gerstenberg. 
Sie studierte nach dem Abitur von 1998 bis 2002 am Deutschen Literaturinstitut Leipzig die Fächer Prosa, Lyrik und Dramatik/Neue Medien und war zwei Jahre Mitherausgeberin der Literaturzeitschrift EDIT. Sie erhielt u. a. das Aufenthaltsstipendium in der Villa Concordia im Bamberg (2005) und das Heinrich-Heine-Stipendium 2007. Im März 2004 erschien ihr erstes Buch, der Erzählband Wie viel Vögel. Ihrem Debüt gingen kleinere Veröffentlichungen in diversen Zeitschriften und in einigen Anthologien voraus. Ihr zweites Buch erschien im Frühjahr 2007 unter dem Titel Solche Geschenke und enthält 14 Erzählungen. 2012 erschien Gerstenbergs erster Roman mit dem Titel Spiel mit ihr, 2016 der Erzählungsband So lange her, schon gar nicht mehr wahr. 2023 kam bei Schöffling ihr nächster Roman "Obwohl alles vorbei ist" heraus.
Gerstenberg lebt im Wendland.

## Auszeichnungen
- 1998: Preisträgerin Treffen Junger Autoren
- 1999: Preisträgerin des  MDR-Literaturpreises
- 2001: Aufenthaltsstipendium der Stiftung Künstlerdorf Schöppingen
- 2002: Arbeitsstipendium des Sächsischen Staatsministeriums für Wissenschaft und Kunst
- 2003: Arbeitsstipendium der Kulturstiftung des Freistaates Sachsen
- 2004: Aufenthaltsstipendium am Literarischen Colloquium Berlin
- 2004 erhielt sie für ihr Debüt den Förderpreis zum Nicolas Born-Preis des Landes Niedersachsen.
- 2005/06: einjähriges Aufenthaltsstipendium in der Villa Concordia in Bamberg
- Solche Geschenke wurde 2007 mit dem Förderpreis zum Hermann-Hesse-Preis ausgezeichnet.
- 2007 Stipendium des Heinrich-Heine-Hauses der Stadt Lüneburg
- 2008 Aufenthaltsstipendium in der Casa Baldi in Olevano Romano
- 2010/11 Stipendium der Akademie Schloss Solitude
- 2010: Aufenthaltsstipendium des József Attila Kör in Budapest
- 2013: Förderpreis des  Lessing-Preises
- 2016: Sächsischer Literaturpreis für So lange her, schon gar nicht mehr wahr

## Werke
- Wie viel Vögel, Erzählungen, Schöffling & Co., Frankfurt am Main, 2004, ISBN 3-89561-340-1
- Glückskekse, Fränkischer Tag Verlag, Bamberg,  2006, in: Edition Villa Concordia: Oberfranken liest, H. 13 ISBN 3-936897-30-1
- Solche Geschenke, Erzählungen, Schöffling & Co., Frankfurt am Main, 2007, ISBN 978-3-89561-341-8
- Solche Geschenke (Hörbuch: Inga Busch liest Franziska Gerstenberg), Erzählungen, Eichborn Lido Verlag, Frankfurt am Main, 2007 in: Die @Erzählerinnen ISBN 978-3-8218-5461-8
- Spiel mit ihr, Roman, Schöffling & Co., Frankfurt am Main, 2012, ISBN 978-3895613425
- Musik, Kurzgeschichte, Literatur-Quickie, Hamburg, 2012, ISBN 978-3-942212-72-4
- So lange her, schon gar nicht mehr wahr, Erzählungen, Schöffling & Co., Frankfurt am Main, 2016, ISBN 978-3-89561-343-2
- Obwohl alles vorbei ist, Roman, Schöffling & Co., Frankfurt am Main, 2023, ISBN 978-3-89561-339-5